# دولنی نوووسدلی
دولنی نوووسدلی (به چکی: Dolní Novosedly) یک منطقهٔ مسکونی در جمهوری چک است که در ناحیه پیسک واقع شده‌است. دولنی نوووسدلی ۸٫۵۱۸۱ کیلومتر مربع مساحت و ۱۹۱ نفر جمعیت دارد و ۴۸۶ متر بالاتر از سطح دریا واقع شده‌است.